# Scythrops novaehollandiae
Scythrops novaehollandiae е вид птица от семейство Cuculidae, единствен представител на род Scythrops.

## Разпространение
Видът е разпространен в Австралия, Индонезия, Източен Тимор и Папуа Нова Гвинея.